# River (AKB48)
River è un brano musicale del gruppo di idol giapponesi AKB48, pubblicato come quattordicesimo singolo il 21 ottobre 2009. È il primo singolo delle AKB48 ad arrivare in vetta alla classifica dei singoli più venduti della settimana Oricon, vendendo 179 000 copie nella prima settimana, diventando conseguentemente il singolo più venduto del gruppo, battendo il precedente Namida surprise!, che aveva venduto 144 000 copie in diciotto settimane.
Il video musicale è stato filmato presso l'Iruma Air Base.

## Tracce
CD singolo
1. River
2. Kimi no koto ga suki dakara
3. Hikōkigumo (Theater Girls Ver.)
4. River (Karaoke)
5. Kimi no koto ga suki dakar (Karaoke) -

Durata totale: 21:43

## Classifiche
| Classifica (2009)                 | Posizione più alta |
| --------------------------------- | ------------------ |
| Billboard Billboard Japan Hot 100 | 7                  |
| Oricon weekly singles             | 1                  |